# حاجی‌آباد غوری
حاجی‌آباد غوری، روستایی در دهستان چنارشاهیجان بخش مرکزی شهرستان کوه‌چنار در استان فارس ایران است.

## مردم‌شناسی
مردم این روستا از طایفه غوری هستند و زبان آنها لری است.

## جمعیت
بر پایه سرشماری عمومی نفوس و مسکن در سال ۱۳۹۵، جمعیت این روستا برابر با ۱٬۱۲۹ نفر (۳۱۱ خانوار) بوده است.